# Culex tecmarsis
Culex tecmarsis är en tvåvingeart som beskrevs av Dyar 1918. Culex tecmarsis ingår i släktet Culex och familjen stickmyggor. Inga underarter finns listade i Catalogue of Life.